# Automatic (chanson de Prince)
Pour les articles homonymes, voir Automatic.
Singles de Prince
Delirious
(1983) Let's Pretend We're Married
(1983)
Automatic est une chanson de Prince extrait de l'album 1999 paru en 1982. La chanson a été publiée au format vinyle 7" en Australie avec comme titre Something In the Water (Does Not Compute) pour la Face-B.
Un clip vidéo de promotion a été réalisé par Bruce Gowers, qui a déjà réalisé auparavant le clip 1999 ainsi que les vidéos du groupe Queen, de Rod Stewart et de John Mellencamp. La vidéo met en scène les musiciens Lisa Coleman et Jill Jones fouettant Prince dans une session de simulation S&M. La vidéo n'a pas été diffusée par le biais de moyens classiques, mais circule parmi les collectionneurs.
Automatic était en vedette un certain nombre de fois durant la tournée de Parade en 1986. La chanson fait partie d'un mini medley composé d'une courte section instrumentale de Lady Cab Driver, Automatic et un très bref D.M.S.R..

## Singles de l'album 1999
1. Let's Pretend We're Married - 30 mars 1982
2. 1999 - 12 décembre 1982
3. Little Red Corvette - 19 mars 1983
4. Delirious - 17 septembre 1983